# Kast (turntoestel)

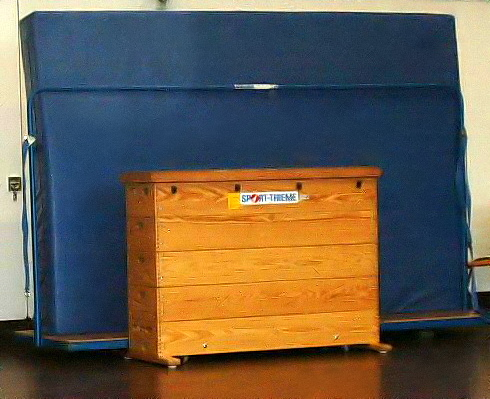
Een kast

Een kast (of plint in het Vlaams) is een turntoestel, bestaande uit verschillende houten elementen die op elkaar worden gestapeld. Het bovenste deel is vaak een gevoerd deksel en het onderste deel staat op wielen, zodat het gemakkelijk verplaatst kan worden. De kast wordt in de basisschool en het secundair onderwijs vaak gebruikt tijdens de gymnastiekles. Hierbij kan de kast dienen als basis voor diverse sprongen, maar ook de afzonderlijk elementen kunnen gebruikt worden.